# Jeanne Ellegaard
Jeanne Ellegaard (Lille Heddinge, 2 de julio de 1987) es una deportista danesa que compitió en curling.
Ganó una medalla de bronce en el Campeonato Europeo de Curling Femenino de 2007. Participó en los Juegos Olímpicos de Sochi 2014, ocupando el sexto lugar en la prueba femenina.

## Palmarés internacional
| Campeonato Europeo | Campeonato Europeo | Campeonato Europeo | Campeonato Europeo |
| Año                | Lugar              | Medalla            | Prueba             |
| ------------------ | ------------------ | ------------------ | ------------------ |
| 2007               | Füssen (Alemania)  | Medalla de bronce  | Equipo             |